# كريستوفر دي هامل

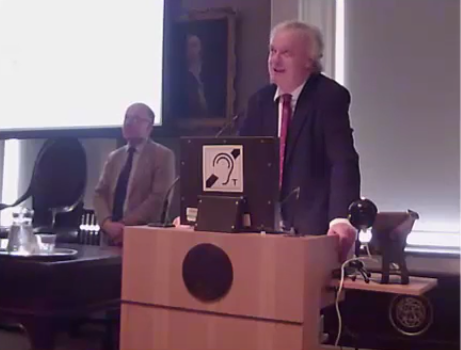
يلقي كريستوفر دي هامل محاضرة عامة عن "مكتبة سانت توماس بيكيت" في بيرلينجتون هاوس ، جمعية الآثار في لندن ، 6 يونيو 2017

كريستوفر فرانسيس ريفرز دي هامل (بالإنجليزية: Christopher de Hamel)‏ (من مواليد 20 نوفمبر 1950) هو أمين مكتبة الأكاديمية البريطانية وخبير في المخطوطات العصور الوسطى . وهو زميل كلية كوربوس كريستي، كامبريدج، وزميل سابق في مكتبة باركر . فاز كتابه «لقاءات مع المخطوطات الرائعة» بجائزة Duff Cooper لعام 2016 و جائزة ولفسون التاريخية لعام 2017.

## النشأة والتعليم
ولد كريستوفر دي هامل في 20 نوفمبر 1950 في لندن، إنجلترا. في سن الرابعة، انتقل مع والديه إلى نيوزيلندا، حيث تلقى تعليمه في مدرسة King's High School في Dunedin وتخرج بدرجة شرف في التاريخ من جامعة أوتاغو .
حصل بعد ذلك على درجة دكتوراه في الفلسفة (DPhil) من جامعة أوكسفورد  لبحثه عن تعليقات الكتاب المقدس في القرن الثاني عشر. كانت أطروحته بعنوان «إنتاج وتداول الكتب المصقولة من الكتاب المقدس في القرن الثاني عشر وأوائل القرن الثالث عشر». حصل على الدكتوراه الفخرية في الآداب من جامعة أوتاجو  ومن جامعة سانت جون، مينيسوتا .

## المهنة
بين عامي 1975 و 2000 ، عمل دي هامل في دار سوثبيز في قسم المخطوطات الغربية. تم انتخابه أمين مكتبة زميل دونيلي في كلية كوربوس كريستي، كامبريدج في عام 2000 ،  وانتخب عضوًا في نادي روكسبورغ في العام التالي. ألقى دي هامل محاضرات ليل لعام 2009 في جامعة أكسفورد حول موضوع «شظايا في ربط الكتب». في عام 2017 ، اختيرت اجتماعاته التي نُشرت حديثًا مع المخطوطات البارزة في قائمة Waterstones Book of the Year 2016 ، وفاز بجائزة وولفسون للتاريخ البالغة قيمتها 40,000 جنيه إسترليني وجائزة داف كوبر .

## الأعمال المنشورة
كتب دي هامل عددًا من الأعمال التاريخية في مجال خبرته: